# Milorad Pavić
Milorad Pavić, srbsky Милорад Павић, (15. října 1929 Bělehrad – 30. listopadu 2009 Bělehrad) byl srbský spisovatel a překladatel především z ruštiny. Patřil k stěžením autorům srbské literatury 80. let 20. století Jeho nejznámějším dílem je román Chazarský slovník. Český literární časopis A2 zařadil jeho román Papírové divadlo mezi nejlepší světové prózy po roce 2000.
Byl profesorem Bělehradské filozofické fakulty (Bělehradská univerzita). Zabýval se historií srbské literatury, o níž napsal několik prací. Kromě toho vydal i beletristická díla a dvě sbírky básní.

## Dílo

### Odborné
- Memoáry 18. a 19. století - 1964
- Od baroka ke klasicismu - 1966
- Zábavník Vuka Karadžiće - 1969
- Dějiny srbské literatury v době baroka - 1970
- Vojislav Ilić a evropské básnictví - 1971
- Gavril Stefanović Venclović - 1972
- Jazyková paměť a básnický tvar - 1976
- Zrod nové srbské literatury - 1983
- Dějiny, vrstvy a styl - 1985

### Básnické sbírky
- Palimpsesty - 1967
- Měsíční kámen

### Beletrie
- Krajinka namalovaná čajem - kniha je psaná křížovkovým stylem, podtitul je román pro milovníky křížovek. Vodorovně psané kapitoly sledují dějovou linii a svisle psané kapitoly sledují postavy.
- Železná opona - 1973
- Koně svatého Marka - 1976
- Ruský chrt - 1981
- Duše se koupají naposled - 1982
- Chazarský slovník - 1984
- Vnitřní strana větru - 1991
- Poslední láska v Cařihradu - 1994
- Druhé tělo - 2006
- Papírové divadlo - 2007

### Překlady do češtiny
- Papírové divadlo (překl. Stanislava Sýkorová, Mladá fronta 2008)
- Vnitřní strana větru - (překl. Stanislava Sýkorová, Mladá fronta 2009)
- Chazarský slovník - (překl. Stanislava Sýkorová, Odeon 1990, Mladá fronta 2011)